# FK Harkiv
Harkiv je ukrajinski profesionalni nogometni klub. Od sezone 2005/06 nastupaju u 1. ukrajinskoj ligi. Po dolasku u ligu, osvojili su 13. mjesto. Igraju na stadionu Metalist Stadium kapaciteta 30.305 ljudi, koju dijele s još jednim ukrajinskim prvoligašem, Metalistom.